# HarpPost (blog)
A HarpPost 2010 végétől megjelenő magyar nyelvű blog. A cikkek magyar és külföldi hárfásokról, hárfákról, valamint hárfakészítőkről szólnak. Elsődleges célja, hogy a hangszer iránt érdeklődő gyermekeknek és szülőknek képet adjon a régen élt és a mai kor hárfásairól, a hárfa alapvető hangszertani tulajdonságairól és kultúrájáról. Gyakran közöl ezért hárfával kapcsolatos verseket és festményeket, zenei tárgyú írásokat azonban ritkán, kritikákat pedig sose.

## Története

### Alapítás
A HarpPost blogot 2010-ben alapította Nizalowski Dorottya és Nizalowski Fanni, a zuglói Szent István Király Zeneiskola hárfatagozatos, elsős hallgatói  családi támogatással. Neve Hárfák és Hárfások volt Roslyn Rensch népszerű hárfatörténeti kézikönyve, a Harps and Harpists után. 2017-ben a neve a rövidebb, könnyebben kezelhető HarpPost lett.
A blog első cikke a Magyar Nemzeti Múzeumban őrzött Aranyhárfáról szólt. Második cikke Würtzler Arisztid magyar-amerikai hárfás életéről, a New York Harp Ensemble egyik alapítójáról. A következő néhány írás a hárfa organológiai leírását adta részben tudományos, részben tudományt népszerűsítő módon, igazodva a szülők és a gyermekek igényeihez.
A blog első tíz évében csaknem 250 írás jelent meg.

### Technológia, dizájn
A HarpPost a Blogger technológiáján jött létre és alapul. A lap néhány éven át egy aranyozott Lyon and Healy Style 23 hárfa fényképét tartalmazta háttérképként. A következő, jelenlegi dizájn nem tartalmaz hárfát, a nyitó oldalt az aktuális cikkekből vett képek díszítik magazinszerűen.

### Wikipédia
A blog szerzői a kezdetektől törekedtek arra, hogy a cikkekben összegyűjtött információkat a Wikipédián is megjelentessék. Ez olvasottabb, népszerűbb felület, mint a blog, több tanulóhoz, érdeklődőhöz juthat el az információ.

### Közösségi média
A HarpPost bloghoz már az induláskor hozzákapcsolódott a Hárfák és Hárfások Facebook-oldal. Elsődleges feladata az volt, hogy a tagoknak jelezze, ha új cikk jelenik meg a blogon. Ezen kívül számos érdekes fényképet közölt a hárfa világából. A Facebook-oldalt ebben az időben Razvaljajeva Anasztázia hárfaművész kezelte, és a csatlakozó felhasználók száma a munkája révén csaknem elérte a 650-et. (Magyarországon 2–3 tucatnyi hárfás működik.[forrás?])
2021-ben HarpPost néven új Facebook-oldal lett hozzárendelve a bloghoz, és Instagramm oldal is készült a képek kezeléséhez.

### Google keresések
2020-ban a blog visszaesett a Google értékelésében és eltűnt az első néhány találati oldalról. Ennek oka részben az volt, hogy kevés új írást közölt. A másik, hogy a Google tartalmi követelményei megváltoztak, melyeknek a korábban írt nagyszámú cikk már nem felelt meg. (Például képek „Alt” leíró adatának megadása, rövidebb és tagoltabb szövegbekezdések, több alcím a szövegben, több tárgyszó és tartalmi leírás megadása a keresőmotorok részére). A bloggerek 2020 végén valamennyi cikket felülvizsgálták és technikai értelemben kijavították őket.

### Magáncélok
A blog szerzői saját hárfás tevékenységükről csak ritkán, az igazán jelentősebb alkalmakkor számoltak be a blog felületén. Ilyen kivétel a zeneakadémiai tanulmányok befejezéséről szóló rövid hír, videó volt.

## Tartalom

### Tematikus csoportok
A blog 2021 végéig tartalmazott egy menürendszert, melyben a megjelent fontosabb cikkek tematikusan, tartalomjegyzék-szerűen voltak felsorolva. A menürendszer és a menüpontok neve időnként változott. Főbb menüpontok:
- Hárfa: általános hangszertani leírások, egyedi hangszerek bemutatása (pl. Aranyhárfa), hivatkozáslista hárfás kereskedelmi vállalkozások weblapjaira, valamint hosszabb tanulmányok és esszék, pl. Géczy Károly emigráns bőgős írása Würtzler Arisztidről, Nizsalovszky Endre tanulmánya a szerzői jogról (benne Sébastien Érard és Ignaz Pleyel említése), Florence Sitruk hárfaprofesszor filozofikus írása a rubatóról, Pásztor Andrea muzeológus tanulmánya Lenhardt János hárfakészítőről, Razvaljajeva Anasztázia tudományos dolgozatai az orosz hárfaiskoláról és a hárfa szerepéről a modern zenében.
- Hárfás: magyar és más hárfások életrajzai (pl. Lubik Hédy, Bábel Klára, Nicolas-Charles Bochsa, Madame de Genlis, Elias Parish Alvars), továbbá cikksorozatok Mosshammer Románnal, Mosshammer Ottóval, Deborah Henson-Conanttal és az utcai vándorhárfásokkal kapcsolatban.
- Hárfás hírek: interjúk magyar és más hárfásokkal, hárfakészítőkkel (pl. Beat Wolffal), a HarpPost bloggerei által megírt Wikipédia-cikkek felsorolása, valamint a társművészetekkel kapcsolatos írások. Az interjúk közül kiemelkedik a Barbara Würtzlerrel, a New Harp Ensemble másik alapítójával való beszélgetés, mely a hárfás utolsó interjúja volt, nem sokkal később elhunyt.
- New York Harp Ensemble: az együttesről és tagjairól szóló írások, dokumentumok, képek, interjúk szerepeltek itt a HarpPost által készített dokumentumfilmekkel együtt. Az együttes történetének feldolgozásakor számos kapcsolódó cikk és Wikipédia-szócikk is született (pl. Vera Dulova, Rohmann Henrik, Susann McDonald és Carl Swanson életrajza).
- Eszterházy Johanna: a Batthyány családba született és Batthyány Lajosné Zichy Antóniával közeli rokonságban álló Eszterházy Johanna hárfás-mecénás kapcsolatairól (Liszt, Chopin, Carl Filtsch stb.) szóló blogcikkek és tematikus Wikipédia-cikkek (pl. Impromptu Op. 51. (Chopin), Fryderyk Chopin haldoklása (festmény), Frédéric Chopin síremléke, Chopin (operett)) felsorolása.

### Kiemelt témák
A kezdeti időkben a HarpPost blog gyakran közölt hárfás verseket és hárfás idézeteket regényekből. Időközben elérhetővé vált és jelentősen gyarapodott a MEK, a Hungaricana  és az ADT adatbázisa. Az ilyen cikkek száma ezért megfogyatkozott a blogon az utóbbi időben.
A blog gyakran mutat be képzőművészeti alkotásokat és alkotókat. Ezek sorából kiemelkedik a Gyula Kosiceval készített interjú. A magyar gyökerekkel rendelkező argentin író, költő, szobrász és teoretikus, a kinetikus szobrászat és fényművészet úttörője, a MADI művészeti mozgalom egyik elindítója Buenos Airesben élt. Az idős mester nem sokkal a halála előtt adott interjút a blognak.
A blog néhány tárgykörben forrásértékű közléseket tett. Ilyen volt az elfeledett New Harp Ensemble, Lenhardt János hárfakészítő, Eszterházy Johanna és Lieder Friderika, vagy a Mosshammer fivérek élettörténetének a feldolgozása. Az adatokat, képeket, dokumentumokat a hárfaegyüttes tagjai, családtagok, múzeumi szakemberek és könyvtári, levéltári kutatás szolgáltatta. A Mosshammer Ottó életéhez kapcsolódó néhány adatot a világ legrégebbi, ma is működő hárfás cége, a Morley Harps archívuma szolgáltatta.
2011-ben a blog összeállította Kovalcsik Katalin hárfás néprajzkutató életrajzát és kivonatosan közölte egy írását a magyar cigányhárfásokról. Kovalcsik Katalin nem sokkal később elhunyt.
2015-ben, Würtzler Arisztid születésének 90. évfordulóján a blog emlékkoncertet szervezett a budapesti Lengyel Intézet támogatásával. A helyszínt az indokolta, hogy Würtzler hárfaegyüttesének, a New York Harp Ensemble-nek két alapítója, Eva Jaslar és Barbara Würtzler lengyel emigránsok voltak. Az est kimagasló eseménye Bábel Klára hárfaművész előadása volt, mellette Nizalowski Fanni hárfázott, Nizalowski Dorottya pedig előadásban ismertette az együttes történetét. A blog szerzői megkeresték Carl Swanson hárfást és hárfaépítőt, aki Würtzler tanítványa volt a Hartfordi Egyetemen, és Rosalyn Rensch a 20. század 100 legfontosabb hárfás személye közé sorolja. Carl Swanson és kiadója engedélyezte egy régebbi cikkének magyar nyelvű közlését a HarpPost blogon, és egy személyes hangú megemlékezést is írt az olvasók részére.
A blog életében 2017 kiemelkedő jelentőségű év volt. Ekkor rendezték meg Hongkongban a 13. Hárfa Világkongresszust, ahová a blog szerzői Florence Sitruk professzorral utaztak el. Hongkongban videóinterjúkat készítettek neves hárfásokkal HarpFlash sorozatcímmel (szereplők: az egy ideig Budapesten élő és Budapest címmel albumot készítő Deborah Henson-Conant, Isabelle Moretti, Alfredo Rolando Ortiz, Xavier de Maistre, Florence Sitruk hárfás és Detlev Glanert német zeneszerző, továbbá Park Stickney, aki szintén szerepelt egy időben a New York Harp Ensemble-ben).
2018-ban Nizalowski Fanni egy lengyelországi hárfaversenyen megismerkedett a lengyel-amerikai Eva Jaslarral, a Lengyel Hárfaszövetség alapító-elnökével, a New York Harp Ensemble alapítótagjával. Ezt követően a blog szerzői, Nizalowski Fanni, Nizalowski Dorottya és Szabó Levente egyórás dokumentumfilmet készítettek a New York Harp Ensemble történetéről és Eva Jaslar élettörténetéről, benne interjúkkal a hárfással. A film az első hosszabb lélegzetű videós alkotása volt a HarpPostnak. Elkészítésben Zajti Ferenc operatőr segédkezett.
A blogon ritkán jelenik meg koncertekről és más hasonló hárfás társadalmi eseményekről szóló hír. A hárfás iskolák és tanárok adminisztratív adatainak a kezelése, frissítése is ritkán történik meg.

### Munkatársak
A HarpPost blog szerzői autodidakta módon tanulták meg az újságírást és a technikai kezelést. A blog jelenlegi vezetője Nizalowski Fanni hárfaművész, aki 2021-ben fejezte be hárfás tanulmányait a Krakkói Zeneakadémián. Nizalowski Dorottya filmkészítést tanul Vilniusban férjével, Szabó Leventével. Más családtagok is segítik a tartalom bővítését, reklámozását.

### Kapcsolatok médiákkal
A blog szerzői 2015-ben és 2016-ban a Passed együttes tagjaiként szerepeltek A Dal című zenei műsorban. Ennek kapcsán számos interjú született velük, melyben a blog említésre került. A közfigyelem hatására a blog rövid időre olvasottabbá vált.
A blog elismerve a Parlando c. zenei szaklap értékeit, évek óta hivatkozást ad a lap online felületére saját nyitó oldaláról.
Nizalowski Dorottya a Mandiner c. lapban a Hongkongi utazás tapasztalatairól és a Florence Sitrukkal való beszélgetéséről írt, valamint Szabó Leventével közösen interjút készítettek Szilasi Alex zongoraművésszel, Chopin-szakértővel. Nizalowski Attila Eszterházy Johannáról és Carl Filtschről írt rövid esszét ugyanitt. Nizalowski Fanni a Parlandoban a Hongkongi utazásról és Krakkó zenei életéről írt, továbbá interjút készített a Mandiner részére Paul Lewis angol zeneszerzővel, aki a Monty Python filmekhez is készített zenét.

### Olvasottság
A Blogger mérése szerint 2021 végéig a lapnak 128 000 látogatója volt, havonta átlagosan 1000. Ez alatt az idő alatt a blog fizetett reklámozást nem végzett.

## Külső hivatkozások
- HarpPost blog
- Magyar hárfás szól Krakkóban. Mandiner, 2021. február 12. (Hozzáférés: 2022. január 16.)